# Kaprijke

Bandeira de Kaprijke

Kaprijke é um município belga da província de Flandres Oriental. O município é constituído pelas vilas de  Kaprijke e Lembeke.  Em 1 de Janeiro de 2006, o município de  Kaprijke tinha uma população de 6.128 habitantes, uma superfície de 33,71 km² e uma densidade populacional de 182 habitantes por km².
O nome do nome galo-romano "Capricum" que significa  "Terra de Caprius que era usada como um lugar de uma guarnição  militar Roma que podia ser vista na praça em frente do velho edifício da câmara municipal/prefeitura.
Durante o século XIV e o século XV, a indústria têxtil floresceu em Kaprijke. Todavia, durante o período dos conflitos religiosos, ocorridos durante o século XVI, os mercadores e fabricantes de têxteis afastaram-se para outros locais calmos. Continuaram as suas vidas nessas novas paragens e não voltaram à cidade, conduzindo a vila para um declínio tornou-se esta numa vila rural no século XVII e século XVIII.

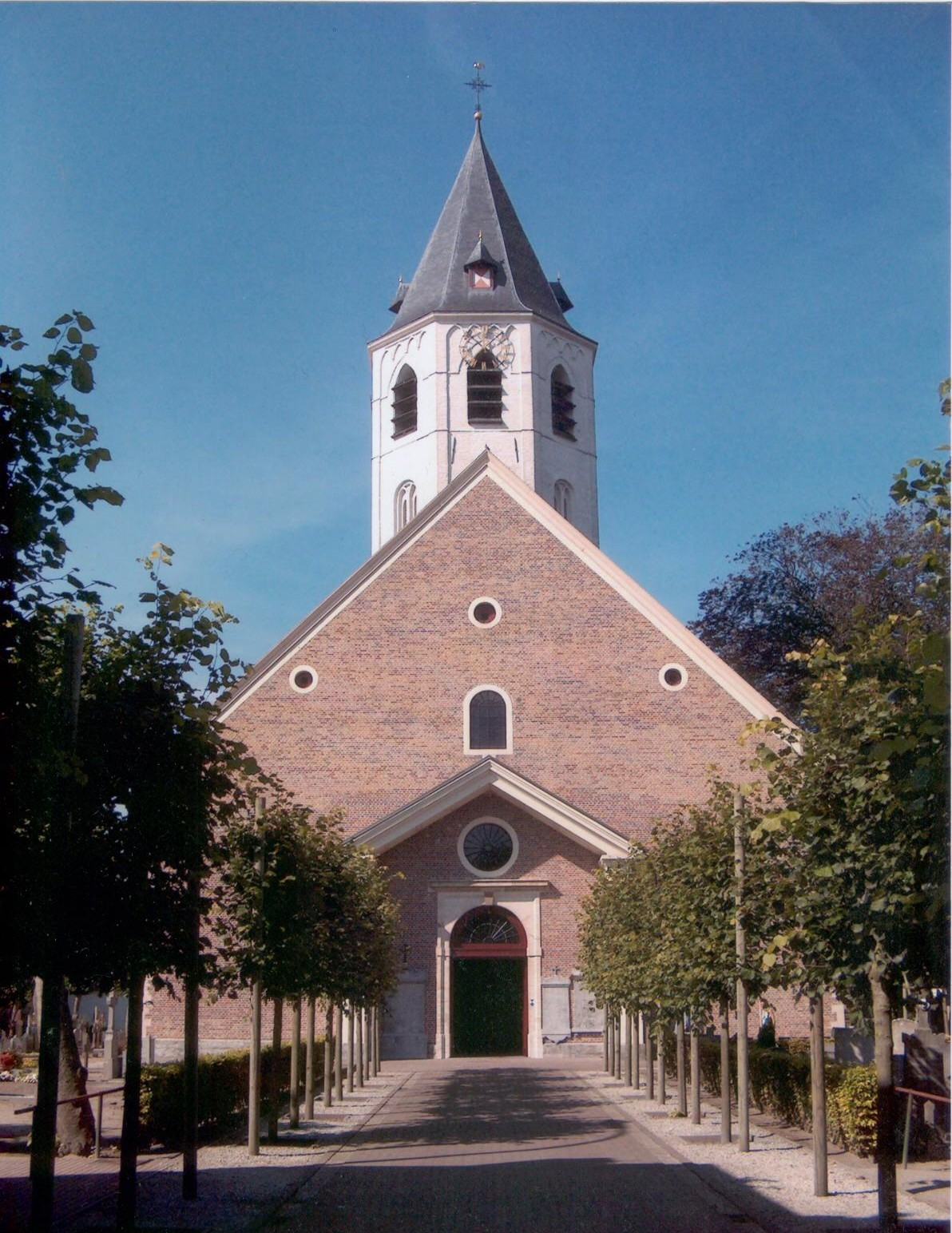
Igreja de Hemelvaart em Kaprijke

Em 1 de Janeiro de 1977, Kaprijke absorveu o antigo município de Lembeke.
Kaprijke é conhecida pelo seu bonito castelo construído entre  1550 e 1628.
Kaprijke é o lugar de nascimento do poeta e dramturgo, Dr. Hippoliet van Peene.  Van Peene é melhor conhecido pelo seu poema  "De Vlaamse Leeuw" (O Leão Flamengo) que se tornou o hino flamengo

## Deelgemeenten
O município encontra-se subdividido para efeitos meramente estatísticos em duas deelgemeenten: Kaprijke e Lembeke.

## Limites
O município de Kaprijek tem limites com as seguintes vilas e cidades:
- a. Bassevelde (Assenede)
- b. Oosteeklo (Assenede)
- c. Sleidinge (Evergem)
- d. Waarschoot
- e. Eeklo
- f. Sint-Laureins
- g. Sint-Jan-in-Eremo (Sint-Laureins)

### Mapa

O município de Kaprijke e localidades vizinhas. As zonas amareladas são urbanas.

### Tabela
| #  | Nome     | Superfície | População (2005) |
| -- | -------- | ---------- | ---------------- |
| I  | Kaprijke | 14,68      | 2651             |
| II | Lembeke  | 19,01      | 3418             |

## Evolução demográfica
- Fonte:NIS, www.meetjesland.be en gemeente Kaprijke - Opm:1806 t/m 1991=volkstellingen; 1977, 2002 en 2005=nº de habitantes a 1 de janeiro
- 1977: Anexou o antigo município de Lembeke

## Habitantes famosos
- Roger De Vlaeminck, ciclista, quatro vezes vencedor do circuito Paris-Roubaix
- Hippoliet Van Peene (1811-1864), escreveu a letra do actual hino flamengo De Vlaamse Leeuw.